# Peng Chau
Peng Chau (en chino, 坪洲) es una pequeña isla perteneciente a China, situada frente a la costa nororiental de la isla de Lantau, Hong Kong, que tiene una superficie de 0,99 km². 
Peng Chau es conocida por su estilo de vida de pequeña región insular, la accesibilidad a los mariscos frescos, y por poseer muchos templos situados alrededor de la isla (incluyendo un templo Tin Hau construido en 1792). El punto más alto de la isla es el Finger Hill, que está a 95 m de altura y proporciona oportunidades de senderismo para aquellos que la buscan. 
A partir de abril de 2003, en la isla se están realizando trabajos de restauración de las tierras degradadas.
El principal modo de transporte en la isla es la bicicleta, no hay vehículos de motor, aparte de los usados en la construcción que son pequeños y vehículos de emergencia.
Peng Chau es accesible por ferry (Hong Kong y Kowloon Ferry) desde la isla de Hong Kong, o por transbordadores desde Mui Wo, Chi Ma Wan y Cheung Chau, o por los ferris Kai-Bay desde la bahía Discovery en la isla de Lantau. Los helicópteros se utilizan a veces en situaciones de emergencia médica.